# Дьяков, Порфирий Иванович
Порфирий Иванович Дьяков (25 декабря 1900, деревня Яловацкая, Область Войска Донского — 6 декабря 1985, Кишинёв) — советский военачальник, генерал-майор.

## Биография
Родился в семье крестьянина-середняка Ивана Исаковича Дьякова (в 1915 году был призван в Русскую императорскую армию, воевал на Западном фронте Первой мировой войны, попал в плен и не вернулся).
В 1914 году окончил четыре класса церковно-приходской школы. С апреля 1918 г. — в рядах Красной Армии. Участвовал в Гражданской войне: в мае 1918 г. воевал против белогвардейцев генерала Деникина, был ранен под станицей Кореновской. После выздоровления — пулемётчик в Днестровском красногвардейском отряде; в составе Таманской армии воевал с белогвардейцами генералов Покровского и Шкуро. С марта 1919 года — помощник командира пулемётного взвода 300-го стрелкового полка 34-й стрелковой дивизии. В июне 1919 года был тяжело ранен в бою под станицей Ахтуба. С сентября 1919 года — в 20-м кавалерийском полку конного корпуса С. М. Будённого. Участвовал в боях против конницы генерала Мамонтова и армий Деникина. В 1920 году воевал на Польском фронте против войск Врангеля (Дубно, Ровно, Львов, Замостье), командовал пулемётным взводом, был ранен в третий раз.
В апреле 1925 года вступил в ВКП(б). В 1926 году окончил Крымскую кавалерийскую школу. В 1926—1932 гг. служил в 52-м кавалерийском полку 9-й Крымской кавалерийской дивизии. С 1932 г. — начальник химической службы 133-й танковой бригады (Киев).
В 1938 году окончил Московскую академию химзащиты им. М. В. Фрунзе. С июля 1938 года — начальник химических войск отдельной Краснознамённой Дальневосточной армии. В 1938 году участвовал в боях у озера Хасан. В 1940 году — слушатель высших курсов Академии Генерального штаба.
В 1942 году в составе 43-й армии воевал на Западном фронте под Вязьмой и Коломной. С 17 ноября 1942 по 22 сентября 1943 года командовал 40-й стрелковой дивизией им. Серго Орджоникидзе Дальневосточного фронта (40-й Богучарской стрелковой дивизией). 28 апреля 1943 года присвоено звание «генерал-майор». С 23 сентября 1943 по 4 ноября 1945 года — командир 101-й стрелковой дивизии на Камчатском полуострове. В августе 1945 года — командир десанта в ходе Курильской десантной операции.
С ноября 1945 по 1948 год — заместитель командующего 39-го воздушно-десантного корпуса (Москва). В мае 1948 — январе 1952 гг. — командир 107-й гвардейской воздушно-десантной дивизии (Днепропетровск). С мая 1952 года — зам. командира 10-го гвардейского Будапештского стрелкового корпуса (Кишинёв).
В марте 1958 г. уволен из рядов Советской армии по возрасту. Жил в Кишинёве, более 10 лет возглавлял штаб детской военно-спортивной игры «Зарница», был одним из основателей военно-научного общества при Кишинёвском гарнизоне.
В последние годы жизни закончил рукопись повести «Дальневосточники».

## Награды
- два ордена Ленина (21.02.1945[7])[8];
- четыре ордена Красного Знамени (22.02.1938[9][10], 03.11.1944[11], 24.06.1948[10]);
- орден Суворова II степени (27.08.1945)[12];
- орден Отечественной войны I степени (06.04.1985)[13];
- орден Отечественной войны II степени[8];
- медаль «За отвагу» (10.04.1937)[8];
- медаль «За оборону Москвы» (06.03.1942)[8];
- медаль «За победу над Германией в Великой Отечественной войне 1941—1945 гг.» (9.05.1945)
- юбилейная медаль «XX лет Рабоче-Крестьянской Красной Армии» (1938 год)[12];
- Знак «Участнику Хасанских боёв» (1938);

Почётное именное оружие — пистолет системы «Маузер» (1938)